# Hyperdub
La Hyperdub è un'etichetta discografica con sede a Londra, fondata nel 2004 da Steve Goodman in arte Kode9. Precedentemente, nel 2000, era una webzine. Gli artisti legati all'etichetta includono Burial, Darkstar, Dean Blunt, DJ Rashad, DVA, Fatima Al Qadiri, Ikonika, Inga Copeland, Jessy Lanza, Cooly G, Klein, Laurel Halo, Spaceape e Zomby.

## Origini
La prima pubblicazione dell'etichetta è stata “Sine of the Dub”, una collaborazione tra Kode9 e The Spaceape. In seguito l'etichetta è diventata molto importante specialmente per il genere dubstep, grazie alla pubblicazione dell'album eponimo di Burial del 2006, che la rivista The Wire ha inserito fra i migliori album dell'anno.